# ONE DAY〜聖夜のから騒ぎ〜
『ONE DAY〜聖夜のから騒ぎ〜』（ワンデイ せいやのからさわぎ）は、2023年10月9日から12月18日までフジテレビ系「月9」枠にて放送されたテレビドラマ。二宮和也と中谷美紀と大沢たかおのトリプル主演作。
全く関わりを持たない3人の男女のクリスマスイブという「たった1日」に同時並行で進行する物語を1クールかけて描く、謎と愛と奇跡の物語。
主題歌は、ミイナ・オカベが歌う「Flashback feat. Daichi Yamamoto」。ミイナ・オカベはコペンハーゲン、プロデューサーの小袋はロンドン、そして、ラッパーのDaichi Yamamotoは京都と、3つの都市で活動する3人が運命的に交錯して生まれた楽曲となっている。

## あらすじ
神奈川県横浜市を中心に巻き起こる3人の男女のクリスマスイブのたった1日を同時並行で描く物語。

## キャスト

### 主要人物
勝呂寺誠司（すぐろじ せいじ）/ 天樹勇太（あまぎ ゆうた）
演 - 二宮和也
3人主人公のうちのひとり。横浜市の山下埠頭で発生した銃殺事件の容疑をかけられる記憶喪失の男。実は蜜谷管理官がアネモネに送った警視庁の潜入捜査官。
倉内桔梗（くらうち ききょう）
演 - 中谷美紀
3人主人公のうちのひとり。「テレビ横浜」の報道番組『日曜NEWS11』のキャスター。崖っぷちに追い込まれている。
立葵時生（たちあおい ときお）
演 - 大沢たかお
3人主人公のうちのひとり。関内界隈で愛される三代続く老舗レストラン「葵亭」の臆病で頑固な孤高のシェフ。

### 周辺人物
蜜谷満作（みつたに まんさく）
演 - 江口洋介
警視庁・組織犯罪対策部の管理官で喫煙者（ヘビースモーカー）。警察上層部による陰謀の実態解明及び国際犯罪組織と誠司を追う。
狩宮カレン（かるみや カレン）
演 - 松本若菜
神奈川県警・刑事部捜査一課の主任警部補。女性初の捜査一課長の座を狙い、キャリアアップのためなら手段を選ばない。
笛花ミズキ（ふえはな ミズキ）
演 - 中川大志
国際犯罪組織「アネモネ」の2代目ボス。違法薬物の密輸、密売を行っている。
八幡柚杏（やはた ゆあん）
演 - 中村アン
逃走中の誠司の前に突如現れる謎の女性。誠司にはジャーナリストと名乗っていたが、実は警視庁・警務部の監察官。

### 横浜テレビ
立葵査子（たちあおい さこ）
演 - 福本莉子
新人記者。時生の娘。
折口康司（おりぐち こうじ）
演 - 小手伸也
報道制作局長。桔梗にとって唯一の入社同期。
前島洋平（まえじま ようへい）
演 - 加藤諒
スタッフ。桔梗がキャスターを務める『日曜NEWS11』の担当。
黒種草二（くろたね そうじ）
演 - 大水洋介
デスク。口がうまい八方美人。
国枝茂雄（くにえだ しげお）
演 - 梶原善
ベテランカメラマン。
筒井賢人（つつい けんと）
演 - 丸山智己
新社長。横浜テレビの大株主である銀行から、経営改革のために出向してきた。
その他スタッフ
演 - 竹内誠人、北条晃平、茂希、東鶴周斗、佐々木ちあき、村上美緒、綾津ユリ、東海林知佳（役名：川端飛鳥）、愛弥（役名：畑野彩）、ごうきち、千田紗由美、佐藤雄一郎

### 葵亭
竹本梅雨美（たけもと つゆみ）
演 - 桜井ユキ
ソムリエール。時生に対して遠慮なく意見を述べられる人物。誠司のことを待ち続けている。
細野一（ほその はじめ）
演 - 井之脇海
厨房のアルバイト。楽天的。
蛇の目菊蔵（じゃのめ きくぞう）
演 - 栗原英雄
ベテランのギャルソン。葵亭に入る前は三つ星のフレンチ店で25年勤めていた。
山田隆史（やまだ たかし）
演 - 今井英二
警察官。カレンからの指示で葵亭にとどまることになる。

### その他
真礼（まれい）
演 - 佐藤浩市
謎の男。横浜の自宅で愛犬フランを飼う。実は葵亭の先代シェフ。
フラン
演 - トウファ
真礼の飼い犬。白いブル・テリア。

### ゲスト

#### 第1話
一ノ瀬猛（いちのせ たけし）
演 - 遠山俊也（第2話・第3話・第6話 - 最終話）
捜査一課長。神奈川県で起きた事件に警視庁の蜜谷が首を突っ込んでくることを訝る。実は国際犯罪組織「アネモネ」に捜査情報を漏洩した内通者。
杉山泰介（すぎやま たいすけ）
演 - 末吉司弥（第2話 - 最終話）
神奈川県警・捜査一課の巡査部長。カレンの相棒刑事。
牧瀬護
演 - 清水ヨネタロウ（第2話 - 第7話）
ミズキの部下。おそらくカレンが杉山に任意同行を指示した際に確保された。
榊原（さかきばら）
演 - ハルキ
誠司に殺害されたとされる男。
若松（わかまつ）
演 - スチール哲平
葵亭のスーシェフ。時生に首にされた。
金子翔太（かねこ しょうた）
演 - 福永拓海（第9話）
査子の彼氏。
女性
演 - 西谷麻糸呂（第9話）
翔太の浮気相手。
警察官
演 - 石川啓大

#### 第2話
窃盗犯
演 - 内藤トモヤ
サンタクロースの恰好で横浜警察署に連行される。
後輩
演 - 山本啓之
桔梗の大学の後輩。彼女が手伝いに行った刑法のゼミ合宿に参加していた1年生の学生について訊かれる。

#### 第3話
安斎孝之（あんざい たかゆき）
演 - 米本学仁（第4話・第6話 - 第8話・第10話・最終話）
「アネモネ」の幹部。
医師
演 - 白畑真逸（第4話）
勝呂寺の症状を逆向性健忘であると診断する。
藤井凌一郎
演 - 津村和幸
桔梗が学んだ横濱義塾大学の教授。刑法ゼミに在籍した天樹勇太のことをよく憶えていた。
不動産屋の男
演 - 青木一平
不動産屋「豊不動産」のスタッフ。天樹家の家屋は事故物件で取り壊したと桔梗に伝える。
神林淳（かんばやし じゅん）
演 - 一條恭輔（第4話・第6話 - 第9話）
「アネモネ」の幹部。

#### 第4話
松木
演 - 髙嶋政宏
レストラン「キーファー」のシェフ。「葵亭」での修業時代は時生と仲間だったが、今は非常に仲が悪い。

#### 第5話
Star★Shiμ’ne!!!（輝星★Cosμ’n.）
演 - 輝星★Cosμ’n.【STAR COSMUNE】（本人役）（第10話）
横浜テレビの音楽番組のリハーサルに登場したアイドルグループ。

#### 第6話
武智倫太郎
演 - 小日向星一
シェフ見習いの青年。葵亭に助っ人として呼ばれるが、ひょんなことから真礼の尋ね犬のビラ配りを手伝うことに。真礼と色々話すうち、料理人になる夢を諦め葵亭に断りをいれた。

#### 第7話
上司
演 - 井上肇
八幡柚杏の上司。

#### 第8話
真緒（まお）
演 - 村重杏奈（第9話）
フランを目撃して真礼に連絡をしてくる女性。実は菊蔵の妻。
記者
演 - 馬上亮（第9話）、くまさかりえ（第2話・第9話）
バスジャック事件を伝える首都放送と大日本テレビの記者。

#### 第9話
マフィア
演 - 小林アントニオ（第10話・最終話）
「アネモネ」と麻薬の取引をするメキシコのマフィア「ロス・クエルボ」の幹部。

#### 第10話
笛花紫陽（ふえはな しよう）
演 - 遠藤憲一（最終話）
ミズキの父。「ロス・クエルボ」との今日の取引を止めるようにと告げる。
岩橋良昌
演 - 岩橋良昌（プラス・マイナス）（本人役）
横浜テレビの「クリスマスミュージックフェスティバル」の司会者。
プロデューサー
演 - 津和野諒
横浜テレビの「クリスマスミュージックフェスティバル」プロデューサー。
捜査官
演 - 橋本拓也
蜜谷の部下。
客
演 - 竹邑貴司（最終話）
葵亭のクリスマスディナーに訪れた客。メインディッシュが遅いとクレームを入れる。
マルコス
演 - Raymond Alva（最終話）
マフィア「ロス・クエルボ」の幹部。
出演者
演 - パンダドラゴン、iCHiHO、CLOWZ（いずれも本人役）
横浜テレビの「クリスマスミュージックフェスティバル」の出演者。

## スタッフ
- 企画・プロデュース - 成河広明[1]
- 脚本 - 徳永友一[1]
- 音楽 - 佐藤直紀[45]
- 主題歌 - ミイナ・オカベ「Flashback feat. Daichi Yamamoto」（ユニバーサル インターナショナル）[46]
- アクションコーディネーター - 諸鍛冶裕太[47]
- 警察監修 - 古谷謙一[48]
- 洋食屋監修 - 洋食屋キムラ
- 医療監修 - 渡邊修
- 取材協力 - Les enfants gates、テレビ神奈川
- 動物協力 - 湘南動物プロダクション
- 演出 - 鈴木雅之、三橋利行、柳沢凌介[45]、片島章三
- 制作・著作 - フジテレビ

## 放送日程
| 各話                                                                        | 放送日   | サブタイトル               | 演出     | 視聴率 |
| --------------------------------------------------------------------------- | -------- | -------------------------- | -------- | ------ |
| 第1話                                                                       | 10月09日 | 12月24日0時00分～7時19分   | 鈴木雅之 | 7.8%   |
| 第2話                                                                       | 10月16日 | 12月24日7時29分～8時36分   | 鈴木雅之 | 5.5%   |
| 第3話                                                                       | 10月23日 | 12月24日9時00分～10時04分  | 三橋利行 | 5.3%   |
| 第4話                                                                       | 10月30日 | 12月24日10時04分～12時03分 | 三橋利行 | 5.6%   |
| 第5話                                                                       | 11月06日 | 12月24日12時03分～13時10分 | 片島章三 | 4.8%   |
| 第6話                                                                       | 11月13日 | 12月24日13時23分～14時19分 | 柳沢凌介 | 4.6%   |
| 第7話                                                                       | 11月20日 | 12月24日14時19分～15時36分 | 鈴木雅之 | 4.8%   |
| 第8話                                                                       | 11月27日 | 12月24日15時37分～16時43分 | 三橋利行 | 4.7%   |
| 第9話                                                                       | 12月04日 | 12月24日16時43分～17時48分 | 柳沢凌介 | 5.1%   |
| 第10話                                                                      | 12月11日 | 12月24日17時50分～20時6分  | 三橋利行 | 5.1%   |
| 最終話                                                                      | 12月18日 | 12月24日20時7分～24日24時  | 鈴木雅之 | 5.3%   |
| 平均視聴率 5.3%（視聴率はビデオリサーチ調べ、関東地区・世帯・リアルタイム） |          |                            |          |        |

- 初回は21時 - 22時24分の30分拡大放送[2]。
- 2023年末時点において「月9枠」の全話平均視聴率歴代ワースト記録となっている[50]。

## スピンオフドラマ
『Episode0』と題し、2023年11月20日の第7話放送後より『Episode0～レストラン編～』、『Episode0～逃亡編～』、『Episode0～地方テレビ局編～』の3編がTVerにて独占配信。
事件が巻き起こる12月24日の前日に彼らがどのように過ごしていたのかを描く。

### キャスト（スピンオフドラマ）
- 立葵時生 - 大沢たかお（～レストラン編～）[51]
- 竹本梅雨美 - 桜井ユキ（～レストラン編～）[51]
- 細野一 - 井之脇海[注 5]（～レストラン編～）
- 蛇の目菊蔵 - 栗原英雄[注 5]（～レストラン編～）
- 勝呂寺誠司 - 二宮和也（～逃亡編～）[51]
- 笛花ミズキ - 中川大志（～逃亡編～）[51]
- 倉内桔梗 - 中谷美紀（～地方テレビ局編～）[51]
- 国枝茂雄 - 梶原善（～地方テレビ局編～）[51]

### スタッフ（スピンオフドラマ）
- シリーズ監修 - 徳永友一
- 脚本 - 伊吹一
- 音楽 - 佐藤直紀
- 主題歌 - ミイナ・オカベ「Flashback feat. Daichi Yamamoto」
- プロデュース - 成河広明、佐々木萌[51]
- 演出 - 柳沢凌介
- 制作著作 - フジテレビ